# René Ostertag
René Ostertag (né le 4 mai 1926 à Paris 14e et mort le 17 octobre 2022 à Besançon) est un coureur cycliste français, actif des années 1940 à 1960.

## Biographie
Durant sa carrière, René Ostertag a été licencié à l'UC Besançon, au VCM Valentigney et au VC Luron. Il a également porté les couleurs des équipes Terrot-Hutchinson, Magnat-Debon et Peugeot-BP-Dunlop avec un statut d'indépendant. Son palmarès compte environ 350 victoires. 
Il arrête la compétition à l'issue de la saison 1965. Son père Pierre (1900-1994) a également été coureur cycliste chez les amateurs. À la retraite, il réside à Thise. Il publie ses mémoires retraçant sa carrière cycliste en 2020.
Il meurt le 17 octobre 2022 à l'âge de 96 ans,.

## Palmarès
- 1947
  - Champion de Franche-Comté
  - 1re étape de Vesoul-Épinal-Vesoul
  - 2e de Vesoul-Épinal-Vesoul
- 1948
  - Vesoul-Épinal-Vesoul
  - 2e de Nancy-Strasbourg
- 1949
  - Nancy-Strasbourg
  - 3e du Critérium du Printemps
- 1951
  - Circuit du Jura
- 1952
  - Circuit du Jura
  - 2e de Dijon-Auxonne-Dijon
- 1953
  - Circuit du Jura
  - Dijon-Auxonne-Dijon
- 1956
  - 3e étape du Circuit des Ardennes
  - 2e étape du Tour de Champagne
  - 3e du Tour de Champagne
- 1957
  - 3e étape du Circuit des Ardennes
- 1958
  - Circuit des Mines[7] :
    - Classement général
    - 1re et 3e (contre-la-montre par équipes) étapes

  - 2e du Critérium du Printemps
  - 2e du Circuit des Ardennes
- 1959
  - 2eb étape du Circuit des Mines (contre-la-montre par équipes)[8]
- 1961
  - 1re étape du Circuit des Mines[9]
  - 2e du Critérium du Printemps
  - 2e du Circuit des Mines